# Chaetonotus remanei
Chaetonotus remanei är en djurart som tillhör fylumet bukhårsdjur, och som beskrevs av Schwank 1990. Chaetonotus remanei ingår i släktet Chaetonotus och familjen Chaetonotidae. Inga underarter finns listade i Catalogue of Life.